# Hans Christian Herlak
Hans Christian Jensen Herlak (Jelling, 4 agosto 1881 – Gentofte, 29 gennaio 1970) è stato un hockeista su prato danese.

## Palmarès

### Olimpiadi
- 1 medaglia:
  - 1 argento (Anversa 1920)